# The MJCast
The MJCast es un pódcast de audio que analiza temas y noticias relacionadas con el cantante, compositor y bailarín estadounidense Michael Jackson y la familia Jackson. El pódcast comenzó su actividad en 2015, con el objetivo de mantener vivo el legado de Jackson, entrevistando a las personas más cercanas al cantante. El pódcast continúa lanzando nuevos episodios en Apple Podcasts, Spotify y YouTube.

## Formato
El pódcast fue iniciado por Jamon Bull y Q Gabriel-Smith. Bull y Elise Capron son, desde 2015, los presentadores del programa, siendo Charlie Carter el actual productor de audio. Existen tres formatos distintos: episodios regulares de noticias y debates, mesas redondas sobre temas específicos como álbumes o videos, y entrevistas especiales con invitados que conocieron y trabajaron con Michael Jackson personal y profesionalmente. Algunos de sus invitados incluyen a miembros de la familia Jackson como los integrantes del grupo de R&B 3T o Tito Jackson; el fotógrafo personal de Jackson, Steven Paul Whitsitt, la escultora estadounidense, Diana Walczak, el abogado de Jackson durante el juicio de 2005, Thomas Mesereau, el coreógrafo Vincent Paterson, el cantante Darren Hayes del dúo musical Savage Garden, el pianista y teclista John Barnes y muchas otras personas cercanas a Jackson, amigos, celebridades y músicos que trabajaron con el artista.

## Reconocimientos
En 2017, The MJCast fue reconocido por Mashable y Rolling Stone tras hacer un llamamiento a boicotear el especial de comedia británico Urban Myths por la representación que se hacía de Michael Jackson en dicho programa, lo que llevó a la hija del artista, Paris Jackson, a manifestar su oposición a que Joseph Fiennes interpretara a su difunto padre. En 2021, The MJCast fue entrevistado por la revista Podcast Magazine. El reportaje se centró en los anfitriones y las razones que llevaron a la creación del pódcast, la historia del programa y su éxito posterior.

## Episodios
| #   | Episodio                                                                                  | Fecha de estreno         | Duración |
| --- | ----------------------------------------------------------------------------------------- | ------------------------ | -------- |
| 000 | Testing, Testing, Testing!                                                                | 13 de febrero de 2015    | 15m      |
| 001 | I Love to Tour!                                                                           | 22 de febrero de 2015    | 1h 51m   |
| 002 | They turned it Into a Glee Episode                                                        | 8 de marzo de 2015       | 1h 41m   |
| 003 | Syl Mortilla Special                                                                      | 20 de marzo de 2015      | 1h 7m    |
| 004 | That's Enough Plugging!                                                                   | 4 de abril de 2015       | 1h 57m   |
| 005 | Kerry Anderson Special                                                                    | 9 de abril de 2015       | 1h 23m   |
| 006 | Tommy Organ Special                                                                       | 20 de abril de 2015      | 39m      |
| 007 | We Come in Peace                                                                          | 3 de mayo de 2015        | 2h 41m   |
| 008 | Xscape Origins Special                                                                    | 22 de mayo de 2015       | 2h 15m   |
| 009 | Sausage Fest?                                                                             | 5 de junio de 2015       | 1h 46m   |
| 010 | Vindication Day 10th Anniversary Special with Tom Mesereau                                | 13 de junio de 2015      | 2h 4m    |
| 011 | June 25th Special with Darren Hayes                                                       | 24 de junio de 2015      | 2h 21m   |
| 012 | Hair Cast                                                                                 | 11 de julio de 2015      | 1h 56m   |
| 013 | Take a Fire Department to Cool Her Down                                                   | 25 de julio de 2015      | 2h 23m   |
| 014 | Traveling With a King                                                                     | 25 de julio de 2015      | 1h 15m   |
| 015 | Brad Sundberg Special                                                                     | 28 de agosto de 2015     | 2h 14m   |
| 016 | Jermaine Jackson is the Lord of the Rings                                                 | 12 de septiembre de 2015 | 2h 23m   |
| 017 | No Kaiju!                                                                                 | 7 de octubre de 2016     | 2h 17m   |
| 018 | Can You Hear My Footprints?                                                               | 19 de octubre de 2015    | 1h 51m   |
| 019 | Thriller Night Halloween Special With LaVelle Smith Jr.                                   | 30 de octubre de 2015    | 1h 23m   |
| 020 | Taj Jackson Special                                                                       | 15 de noviembre de 2015  | 3h 5m    |
| 021 | Man Crush Monday                                                                          | 29 de noviembre de 2015  | 2h 31m   |
| 022 | Moonwalk Talk Simulcast                                                                   | 14 de diciembre de 2015  | 3h 17m   |
| 023 | Christmas Extravaganza!                                                                   | 24 de diciembre de 2015  | 5h 9m    |
| 024 | They've Got Chalk to Sell                                                                 | 16 de febrero de 2016    | 3h 15m   |
| 025 | Right Place, Right Time... Black Magic                                                    | 27 de febrero de 2016    | 3h 20m   |
| 026 | Diana Walczak Special                                                                     | 12 de marzo de 2016      | 2h 31m   |
| 027 | Sony/ATV Purchase Roundtable                                                              | 25 de marzo de 2016      | 2h 36m   |
| 028 | Just the Two of Us                                                                        | 9 de abril de 2016       | 2h 10m   |
| 029 | Just the Q of Us                                                                          | 21 de abril de 2016      | 1h 11m   |
| 030 | Rob Hoffman Special                                                                       | 6 de mayo de 2016        | 1h 42m   |
| 031 | Making Michael Special With Mike Smallcombe                                               | 28 de mayo de 2016       | 1h 16m   |
| 032 | Dammn Baby, Dammn Indeed                                                                  | 4 de junio de 2016       | 2h 17m   |
| 033 | Vindication Day Special with Scott Ross                                                   | 12 de junio de 2016      | 2h 42m   |
| 034 | June 25th Special with Kevin Stea                                                         | 25 de junio de 2016      | 2h 35m   |
| 035 | MJ101 Special: The Performances                                                           | 9 de julio de 2016       | 2h 15m   |
| 036 | The Other Bernie Sanders                                                                  | 23 de julio de 2016      | 2h 48m   |
| 037 | The Land of the Piñata                                                                    | 6 de agosto de 2016      | 2h 40m   |
| 038 | Michael it's Your Birthday, Happy Birthday Michael                                        | 28 de agosto de 2016     | 3h 36m   |
| 039 | A Kind of Deflated Pepsi Logo                                                             | 11 de septiembre de 2016 | 5h 4m    |
| 040 | The Gold Pants Brigade                                                                    | 25 de septiembre de 2016 | 3h 50m   |
| 041 | Michael Jackson & Prince Roundtable (Part 1)                                              | 8 de octubre de 2016     | 3h 36m   |
| 042 | Michael Jackson & Prince Roundtable (Part 2)                                              | 22 de octubre de 2016    | 2h 39m   |
| 043 | Thriller Night Special feat. CJ DeVillar                                                  | 30 de octubre de 2016    | 3h 29m   |
| 044 | World Music Awards 2006 10th Anniversary Special                                          | 15 de noviembre de 2016  | 1h 15m   |
| 045 | Dangerous 25 Roundtable (Part 1)                                                          | 26 de noviembre de 2016  | 3h 12m   |
| 046 | Dangerous 25 Roundtable (Part 2)                                                          | 3 de diciembre de 2016   | 2h 20m   |
| 047 | The Dangerous Philosophies of Michael Jackson Special with Elizabeth Amisu and Karin Merx | 12 de diciembre de 2016  | 3h 36m   |
| 048 | Season Two Christmas Special                                                              | 16 de diciembre de 2016  | 2h 53m   |
| 049 | Season Two Mix Tape                                                                       | 14 de enero de 2017      | 2h 16m   |
| 050 | Tito Jackson Special                                                                      | 18 de febrero de 2017    | 1h 31m   |
| 051 | He’s a Lover, Not a Fighter                                                               | 5 de marzo de 2017       | 3h 10m   |
| 052 | Michael Prince Special                                                                    | 19 de marzo de 2017      | 3h 35m   |
| 053 | You Don’t Feel it Coming?                                                                 | 4 de abril de 2017       | 3h 29m   |
| 054 | CJ DeVillar Special                                                                       | 12 de abril de 2017      | 1h 46m   |
| 055 | You’re Muted for Two Weeks                                                                | 29 de abril de 2017      | 3h 1m    |
| 056 | Remixed by Nick* Special (Urban Jungle Mix)                                               | 14 de mayo de 2017       | 1h 58m   |
| 057 | We Are Not as Young as We Look                                                            | 25 de mayo de 2017       | 2h 29m   |
| 058 | Vindication Day Special (Pirates in Neverland: The Michael Jackson Allegations)           | 13 de junio de 2017      | 3h 5m    |
| 059 | June 25th Special with Isabelle Petitjean and Brice Najar                                 | 24 de junio de 2017      | 1h 48m   |
| 060 | The Laura Comedy Hour                                                                     | 7 de julio de 2017       | 2h 33m   |
| 061 | Jonathan ‘Sugarfoot’ Moffett Special                                                      | 21 de julio de 2017      | 2h 17m   |
| 062 | They Didn’t Need an Expert to Say That                                                    | 7 de agosto de 2017      | 4h 1m    |
| 063 | Q Q&A                                                                                     | 17 de agosto de 2017     | 1h 13m   |
| 064 | Vincent Paterson Special                                                                  | 28 de agosto de 2017     | 1h 41m   |
| 065 | Hector Barjot Special                                                                     | 16 de septiembre de 2017 | 1h 20m   |
| 066 | Long Hair Don’t Care                                                                      | 7 de octubre de 2017     | 3h 28m   |
| 067 | Joseph Vogel Special                                                                      | 21 de octubre de 2017    | 1h 45m   |
| 068 | Thriller Night Special with Ola Ray                                                       | 30 de octubre de 2017    | 1h 19m   |
| 069 | C Q&A                                                                                     | 15 de noviembre de 2017  | 2h 30m   |
| 070 | Nobody Gonna be Payin’ Us                                                                 | 1 de diciembre de 2017   | 2h 10m   |
| 071 | MJ101 Special: Bad 30                                                                     | 18 de diciembre de 2017  | 2h 50m   |
| 072 | Season Three Christmas Special                                                            | 24 de diciembre de 2017  | 3h 38m   |
| 073 | Season Three Mixtape                                                                      | 9 de enero de 2018       | 2h 24m   |
| 074 | J Q&A                                                                                     | 17 de febrero de 2018    | 2h 8m    |
| 075 | I’m a Strange Guy                                                                         | 23 de marzo de 2018      | 2h 26m   |
| 076 | MJ101 Special: Thriller 35                                                                | 6 de abril de 2018       | 2h 50m   |
| 077 | Let’s Make HIStory Special with Brice Najar A                                             | 21 de abril de 2018      | 1h 30m   |
| 078 | That was a Q-incidence                                                                    | 4 de mayo de 2018        | 2h 19m   |
| 079 | Bryan Loren Special                                                                       | 19 de mayo de 2018       | 2h 9m    |
| 080 | A Good Kind of Weird                                                                      | 6 de junio de 2018       | 2h 23m   |
| 081 | Vindication Day Special with Aphrodite Jones                                              | 13 de junio de 2018      | 1h 50m   |
| 082 | June 25th Special with Damien Shields and TJ                                              | 23 de junio de 2018      | 3h 25m   |
| 083 | Reflections on Joseph Jackson Roundtable                                                  | 1 de julio de 2018       | 1h 15m   |
| 084 | Judith Hill Special                                                                       | 12 de julio de 2018      | 1h 28m   |
| 085 | For all the YANA Lovers Out There?                                                        | 28 de julio de 2018      | 3h 1m    |
| 086 | Dick Zimmerman Special                                                                    | 17 de agosto de 2018     | 1h 39m   |
| 087 | Happy 60th Birthday MJ!                                                                   | 29 de agosto de 2018     | 1h 49m   |
| 088 | Janet Got Busy                                                                            | 22 de septiembre de 2018 | 3h 19m   |
| 089 | John Barnes Special                                                                       | 14 de octubre de 2018    | 2h 5m    |
| 090 | Thriller 3D Roundtable                                                                    | 27 de octubre de 2018    | 2h 8m    |
| 091 | The Rarest of Beards                                                                      | 22 de noviembre de 2018  | 2h 44m   |
| 092 | Humanitarian: The Real Michael Jackson Special                                            | 9 de diciembre de 2018   | 1h 47m   |
| 093 | Season Four Christmas Special                                                             | 24 de diciembre de 2018  | 5h 29m   |
| 094 | Harrison Funk Special                                                                     | 13 de enero de 2019      | 3h 34m   |
| 095 | Leaving Neverland Roundtable                                                              | 3 de febrero de 2019     | 2h 33m   |
| 097 | Bill Whitfield Special                                                                    | 16 de marzo de 2019      | 2h 1m    |
| 098 | We Had a Break…Allegedly…                                                                 | 31 de marzo de 2019      | 3h 37m   |
| 099 | Leaving Neverland Q&A                                                                     | 18 de abril de 2019      | 1h 50m   |
| 100 | Brad Buxer Special                                                                        | 5 de mayo de 2019        | 2h 35m   |
| 101 | Taryll Jackson Special                                                                    | 18 de mayo de 2019       | 2h 11m   |
| 102 | Eggs for Breakfast                                                                        | 8 de junio de 2019       | 1h 53m   |
| 103 | Vindication Day Special with Larry Nimmer                                                 | 13 de junio de 2019      | 57m      |
| 104 | June 25th Special with Jenny Winings                                                      | 25 de junio de 2019      | 2h 3m    |
| 105 | Don’t Forget Your Lanyard                                                                 | 12 de julio de 2019      | 2h 17m   |
| 106 | That’s Why I Do the Hashtags                                                              | 27 de julio de 2019      | 1h 27m   |
| 107 | Allan ‘Big Al’ Scanlan Special                                                            | 23 de agosto de 2019     | 2h 9m    |
| 108 | Back to Square One                                                                        | 19 de septiembre de 2019 | 2h 29m   |
| 109 | Michael Trapson Special                                                                   | 5 de octubre de 2019     | 2h 1m    |
| 110 | Thriller Night Special with Paul Black and Adam Green                                     | 26 de octubre de 2019    | 3h 11m   |
| 111 | It’s Not a Hangover                                                                       | 19 de noviembre de 2019  | 2h 17m   |
| 112 | Oiling Lanes                                                                              | 18 de diciembre de 2019  | 2h 33m   |
| 113 | Season Five Christmas Special                                                             | 24 de diciembre de 2019  | 4h 15m   |
| 115 | Kevin Dorsey Special                                                                      | 15 de marzo de 2020      | 2h 13m   |
| 116 | We’re All Experts in the Rearview Mirror                                                  | 8 de abril de 2020       | 1h 55m   |
| 117 | Howard Bloom Special                                                                      | 3 de mayo de 2020        | 1h 44m   |
| 118 | Steven Paul Whitsitt Special                                                              | 26 de mayo de 2020       | 2h 36m   |
| 119 | HIStory 25 Roundtable                                                                     | 21 de junio de 2020      | 3h 21m   |
| 120 | I’ve Found Peace Within Myself                                                            | 5 de julio de 2020       | 2h 38m   |
| 121 | The New Adventures of Charlie Thomson                                                     | 2 de agosto de 2020      | 2h 42m   |
| 122 | Eddie Garcia Special                                                                      | 29 de agosto de 2020     | 2h 32m   |
| 123 | The Story of HIStory Special with Pez Jax                                                 | 20 de septiembre de 2020 | 2h 10m   |
| 124 | Travis Payne Special                                                                      | 23 de octubre de 2020    | 2h 27m   |
| 125 | It’s All for Love                                                                         | 4 de diciembre de 2020   | 2h 33m   |
| 126 | TJ Jackson Special                                                                        | 17 de diciembre de 2020  | 2h 29m   |
| 127 | Season Six Christmas Special                                                              | 22 de diciembre de 2020  | 2h 50m   |
| 128 | An Exotic Location Called Ohio                                                            | 20 de febrero de 2021    | 2h 44m   |
| 129 | Talitha Linehan Special                                                                   | 20 de marzo de 2021      | 2h 10m   |
| 130 | An Evening With Charlie and Jamon                                                         | 17 de abril de 2021      | 3h 00m   |
| 131 | A Tale of Two Estates                                                                     | 3 de mayo de 2021        | 3h 11m   |
| 132 | Aileen Medalla Special                                                                    | 5 de junio de 2021       | 1h 15m   |
| 133 | Vindication Day Special With Carol LaMere                                                 | 12 de junio de 2021      | 2h 3m    |
| 134 | My Father Was Ready to Go                                                                 | 1 de agosto de 2021      | 2h 42m   |
| 135 | Christian James Hand Special                                                              | 27 de agosto de 2021     | 1h 35m   |
| 136 | Living My Danish Gay Life                                                                 | 18 de septiembre de 2021 | 2h 51m   |
| 137 | He Is Not Committed to the Lean                                                           | 25 de octubre de 2021    | 1h 48m   |
| 138 | 30th Anniversary Celebration Roundtable                                                   | 19 de noviembre de 2021  | 2h 41m   |
| 139 | Invincible 20 Roundtable                                                                  | 16 de diciembre de 2021  | 3h 41m   |
| 140 | Season Seven Christmas Special                                                            | 24 de diciembre de 2021  | 2h 49m   |
| 141 | Janet Jackson Documentary Roundtable                                                      | 19 de marzo de 2022      | 2h 21m   |
| 142 | Reflections on John Barnes Roundtable                                                     | 11 de abril de 2022      | 2h 11m   |